# Исайкин, Александр Михайлович
Александр Михайлович Исайкин (29 августа 1952, Солнечногорский район, Московская область — 2013, Ростов-на-Дону) — советский и российский военный связист, генерал-лейтенант ВС РФ.

## Биография
Александр Исайкин родился 29 августа 1952 года на хуторе Осинки Солнечногорского района Московской области. В ноябре 1970 года был призван на службу в Советскую Армию. В 1976 году Исайкин окончил Рязанское высшее военное командное училище связи имени Маршала Советского Союза М. В. Захарова, после чего служил на командных и штабных должностях в подразделениях войск связи. В 1989 году заочно окончил Военную академию связи имени Маршала Советского Союза С. М. Будённого.
Долгое время служил в частях Забайкальского военного округа, последовательно пройдя путь от командира отдельного полка связи тыла до начальника войск связи округа, с получением воинского звания "генерал-майор". В 1998 году назначен на должность начальника войск связи Северо-Кавказского военного округа. Принимал участие в контртеррористической операции на территории Чеченской республики. В июне 2002 года Исайкин был переведён в Главный штаб Сухопутных войск, занимал должность начальника связи — заместителя начальника Главного штаба Сухопутных войск по связи. В сентябре 2007 года уволен в запас в звании генерал-лейтенанта. Александр Михайлович Исайкин умер 1 июля 2013 года.

## Награды и звания
- Мужества[1]
- Орден «За военные заслуги»[1]
- Лауреат Премии имени Г. К. Жукова[1]